# Lucien Mérignac
Louis Lucien Mérignac (5. oktober 1873 i Paris – 1. marts 1941) var en fransk fægter som deltog i OL 1900 i Paris. 
Mérignac blev olympisk mester i fægtning under OL 1900 i Paris. Han vandt i fleuret for fægtemestre foran Alphonse Kirchhoffer og Jean-Baptiste Mimiague, begge fra Frankrig.